# Черрі (округ, Небраска)
Шаблон:StateAbbr_ 42°32′ пн. ш. 101°07′ зх. д. / 42.54° пн. ш. 101.12° зх. д.
Округ Черрі (англ. Cherry County) — округ (графство) у штаті Небраска, США. Ідентифікатор округу 31031.

## Історія
Округ утворений 1883 року.

## Демографія
За даними перепису 
2000 року 
загальне населення округу становило 6148 осіб, зокрема міського населення було 2741, а сільського — 3407.
Серед мешканців округу чоловіків було 3055, а жінок — 3093. В окрузі було 2508 домогосподарств, 1711 родин, які мешкали в 3220 будинках.
Середній розмір родини становив 2,98.
Віковий розподіл населення поданий у таблиці:
| Стать    | До 15 років | 15-21 | 22-29 | 30-39 | 40-49 | 50-65 | 65-85 | Понад 85 |
| -------- | ----------- | ----- | ----- | ----- | ----- | ----- | ----- | -------- |
| Чоловіки | 702         | 310   | 250   | 361   | 483   | 493   | 404   | 52       |
| Жінки    | 627         | 249   | 254   | 374   | 450   | 533   | 505   | 101      |

## Суміжні округи
- Беннетт, Південна Дакота — північ
- Тодд, Південна Дакота — північ
- Тріпп, Південна Дакота — північний схід
- Браун — схід
- Кі-Пего — схід
- Блейн — південний схід
- Грант — південь
- Томас — південь
- Гукер — південь
- Шерідан — захід
- Оглала-Лакота, Південна Дакота — північний захід

## Виноски
1. ↑  US Decennial Census. US Census Bureau. Архів оригіналу за 26 квітня 2015. Процитовано 6 грудня 2014.
2. ↑  Historical Census Browser. University of Virginia Library. Архів оригіналу за 11 серпня 2012. Процитовано 6 грудня 2014.
3. ↑  Population of Counties by Decennial Census: 1900 to 1990. US Census Bureau. Архів оригіналу за 27 квітня 2015. Процитовано 6 грудня 2014.
4. ↑  Census 2000 PHC-T-4. Ranking Tables for Counties: 1990 and 2000 (PDF). US Census Bureau. Архів оригіналу (PDF) за 18 грудня 2014. Процитовано 6 грудня 2014.
5. ↑  State & County QuickFacts. US Census Bureau. Архів оригіналу за 8 липня 2011. Процитовано 17 вересня 2013.(англ.) Наведено за англійською вікіпедією.
6. ↑  American FactFinder. Бюро перепису населення США. Архів оригіналу за 26 лютого 2012. Процитовано 31 січня 2008. [Архівовано 2008-05-21 у Wayback Machine.]

| США | Це незавершена стаття з географії США. Ви можете допомогти проєкту, виправивши або дописавши її. |